# Olpuch Wdzydze
Olpuch Wdzydze – przystanek kolejowy w Szenajdzie między Olpuchem a Wdzydzami Kiszewskimi, w województwie pomorskim, w Polsce. Jeszcze w roku 1998 była to mijanka dla pociągów Bydgoszcz – Kościerzyna – Gdynia. Według rozkładu jazdy obowiązującego od 9 czerwca 2018r. w każdą sobotę i niedzielę i święta przewidziane są dwie pary pociągów relacji Bydgoszcz Gł. - Kościerzyna - Bydgoszcz Gł. jednak nie zatrzymają się one na tym przystanku, najbliższe zatrzymania w Podlesiu i Olpuchu. Budynek jest obecnie zamknięty. Zlikwidowano kasę i posterunek nastawni.

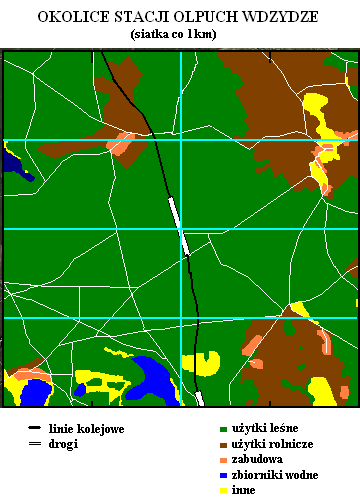
Okolice stacji Olpuch Wdzydze